# Liber iurium

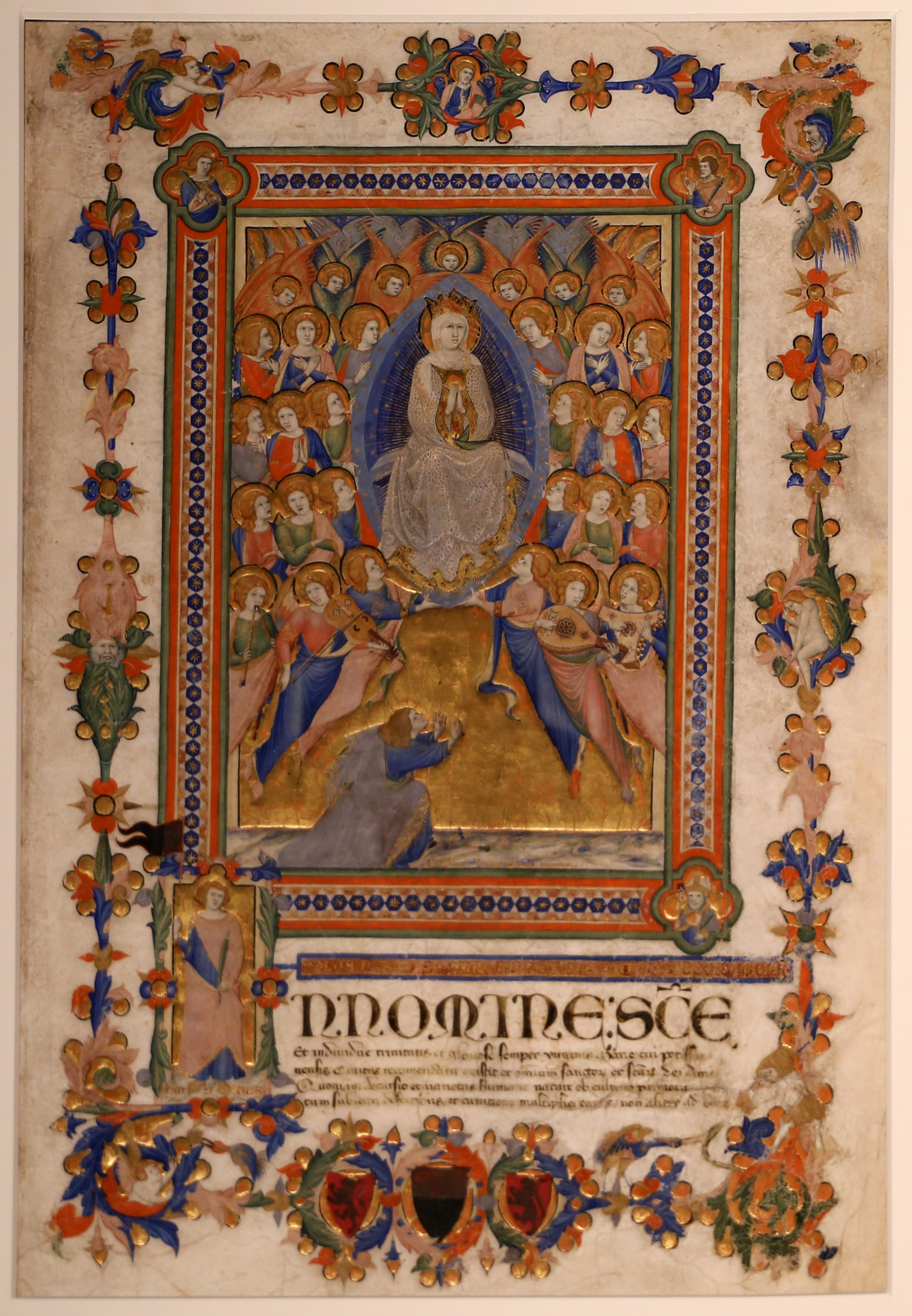
Caleffo bianco o dell'assunta di Siena

I libri iurium sono raccolte di documenti, prodotte prevalentemente in ambito comunale, nelle quali gli stessi comuni hanno inserito «le prove scritte delle ragioni formali o giuridiche della vita del Comune, dei rapporti col di fuori, dei diritti sul territorio dipendente». 

## Elementi formali
Le forme in cui possono presentarsi i libri iurium sono le più varie sia perché non discendono da una precisa tipologia documentaria - non sono classificabili né come registri comunali, che contengono soltanto la documentazione prodotta dal comune stesso, né come cartulari comunali, che invece raccolgono soltanto la documentazione di cui il comune è destinatario - sia perché ogni comune elaborava la raccolta secondo i propri sistemi e secondo le proprie necessità. A questi fattori bisogna aggiungere che molte delle raccolte giunte fino a noi sono andate incontro a diverse alterazioni nel corso del tempo, che rendono estremamente difficile ricostruirne la struttura originaria. L’elemento che ha forse influito maggiormente sull’integrità dei libri è stata la redazione in fascicoli sciolti spesso rilegati tra loro solo in un secondo momento o non rilegati affatto, metodo sicuramente pratico ma estremamente suscettibile di dispersione del materiale o della sua non corretta conservazione: nel libro di Vercelli sono state perse 20 carte, in quello di Viterbo la struttura originaria è stata modificata da successive riorganizzazioni, in quello di Orvieto sono stati aggiunti faldoni di documenti che prima non ne facevano parte. 
Lo studio degli aspetti codicologici e dei caratteri estrinseci rappresenta un passaggio chiave per ricostruire la storia di queste raccolte ed individuare eventuali momenti di redazione diversi, accorpamenti o perdite di materiale. In svariati casi, ad esempio, si riscontrano due fasi di stesura: una iniziale redatta da uno o pochi notai, nella quale prevalgono le copie e una scrittura estremamente posata e curata, e una seguente nella quale invece intervengono molti notai diversi, vi sono più documenti originali e la scrittura risulta molto più frettolosa. L’analisi contenutistica di questi libri non può prescindere dunque dallo studio di queste raccolte in quanto documenti essi stessi, con forme e strutture che sono l’espressione della società da cui sono stati ideati. 
Negli archivi dei comuni italiani questi libri sono reperibili con nomi molto diversi: alle volte sono qualificati tramite il loro titolo come liber, registrum comunis, libri pactorum, cartularium, memoriale, instrumentarium; altre volte tramite caratteri estrinseci come liber rubeus, viridis, Crucis, Biscioni, Regiustrum magnum, parvum, vetus, antiquum; in altri casi ancora sono identificati invece da nomi legati a particolari situazioni locali come il Caleffo di Siena o la Margheritella di Viterbo. 
In alcuni casi ad aprire il liber vi può essere un prologo in cui sono riportati il mandato dell’autorità pubblica che ne ha stabilito la redazione, quali podestà, Capitano del Popolo, consiglio comunale o consiglio degli Anziani, e le ragioni per cui si è resa necessaria la scrittura del volume, molto spesso legate alla necessità di ordine pratico quali il timore di dispersione del materiale o il suo deterioramento e talvolta anche a motivazioni ideali. Tra queste si ritrovano ad esempio: ad comunem utilitatem o ancora, con riferimento alla funzione di memoria storica e celebrativa, ad tractandum et manutenendum honorem et comodum iam dicti comunis, oppure ad ipsius comunitatis honorem, statum et conservacionem. Una volta ottenuto il mandato pubblico i notai incaricati cominciavano una fase di raccolta e selezione del materiale che in alcuni casi poteva limitarsi ad un semplice travaso della documentazione già in archivio, in altri invece ad una vera e propria operazione di ricerca estesa anche agli archivi degli altri comuni. A testimoniare questa fase intermedia si rinviene talvolta la nomina, da parte del comune, di apposite commissioni incaricate di sovrintendere a tutta questa operazione di preparazione, scelta e reperimento del materiale. Nel caso di Firenze si trovano sei ufficiali positi et deputati ad iura communis procuranda et recuperanda, a Brescia invece vengono incaricati due giudici, a Siena collaborano giudici, notai e il camerarius del podestà. 
Il corpo centrale del libro è costituito da tutti quei documenti che il comune ha ritenuto essere più utili alla sua causa e perciò le tipologie documentali contenute risultano essere estremamente varie: privilegi e lettere papali, diplomi imperiali, trattati e documenti che riguardano i rapporti del comune con altri comuni e città e con i territori da esso dipendenti, atti quindi relativi per così dire alla politica estera, documenti riguardanti il funzionamento e l'organizzazione interna del comune stesso, in qualche caso brani statutari.

## Storia

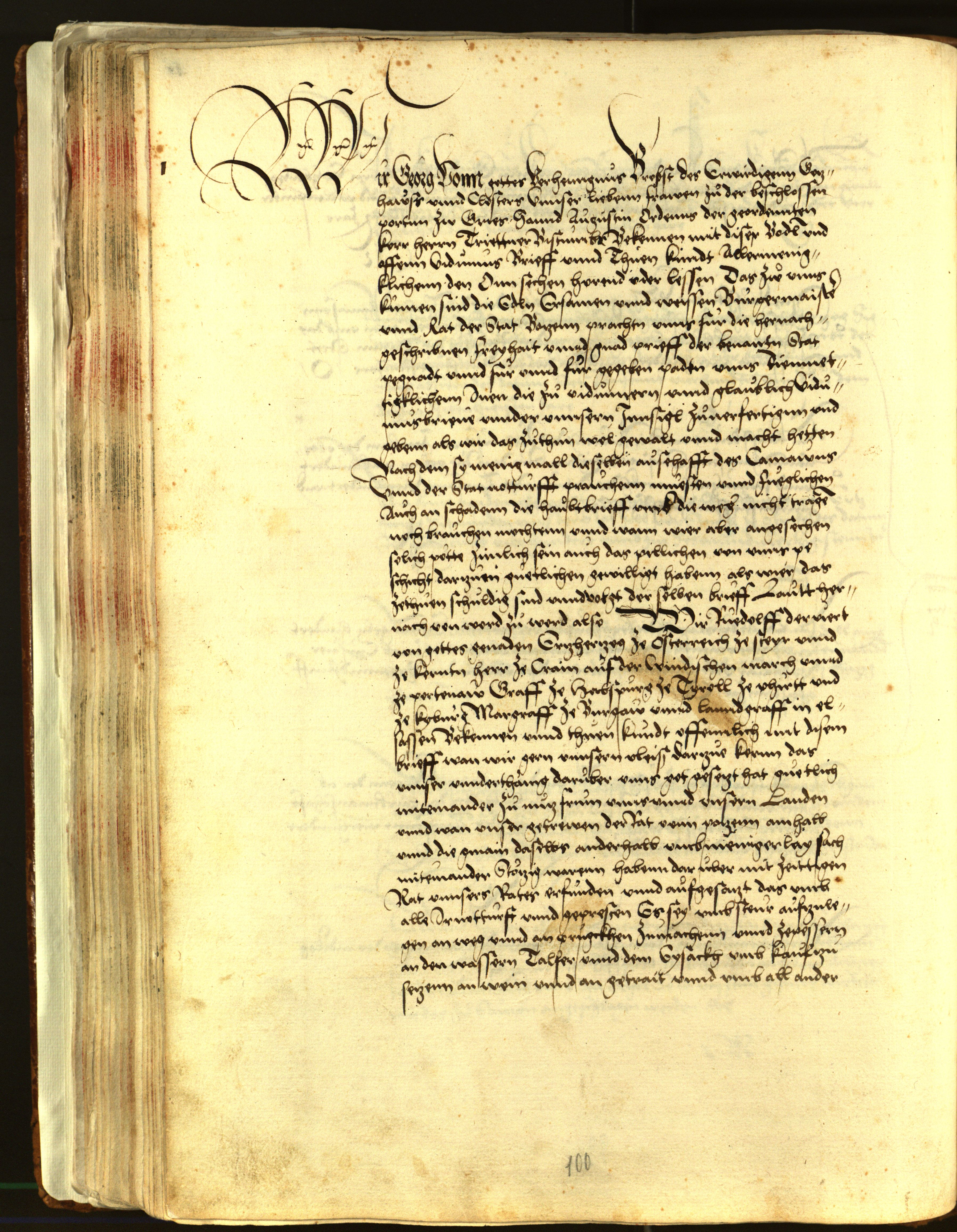
Il cosiddetto Bozner Stadtbuch di Bolzano degli anni 1472-1525, f. 76v, con la copia del privilegio cittadino del 1363, rilasciato da Rodolfo IV d'Asburgo (cod. 140 dell'Archivio Storico della Città di Bolzano)

In linea generale la proliferazione di questi volumi in ambito comunale avviene in seguito alla pace di Costanza e al passaggio dalle istituzioni consolari al comune podestarile alla fine del XII secolo. In questo periodo, infatti, le autorità cittadine avvertono la necessità di raccogliere tutti i documenti necessari a dimostrare, garantire e giustificare giuridicamente l’esistenza del comune. Le motivazioni per le quali vengono redatte queste raccolte possono essere individuate in relazione al contesto storico dei singoli casi: a Brescia la scritturazione del liber sembrerebbe una conseguenza delle accese lotte fazionarie tra il partito popolare e quello aristocratico, a Mantova invece l’istituzione del liber privilegiorum avviene in parallelo all’affermazione della famiglia dei Bonacolsi.
Allo stato attuale della ricerca le più antiche raccolte pervenuteci sembrerebbero essere il Registrum Magnum di Piacenza, risalente agli anni tra il 1184 e il 1198, il Codice A e il registro Iesus di Cremona, prodotti nell’ultimo quarto del XII secolo, e il Liber pactorum di Venezia, redatto nel 1197-1198. Con l’inizio del XIII secolo queste raccolte comunali si diffondono in Emilia Romagna, Piemonte, Toscana e Liguria mentre nelle Marche, in Umbria, nel Lazio e in Lombardia sembrerebbero svilupparsi solamente a partire dalla seconda metà del secolo. 
Dalla fine del Duecento si trovano alcuni esemplari anche in area germanofona, dove questi volumi sono chiamati Stadtbuch, come il liber iurium di Zurigo del 1292, quello di Lubecca del 1277, quello di Vienna del 1395, e quello di Bolzano del 1472.

## Edizioni
- Brescia - Liber potheris communis civitatis Brixiae, a cura di Luca Giarelli, Torino 1899.
- Genova - I libri iurium della Repubblica di Genova, Introduzione, a cura di Dino Puncuh - Antonella Rovere, Roma 1992 (PDF).
- Lodi - Il Liber iurium del Comune di Lodi, a cura di Ada Grossi, Roma 2004.
- Mantova - Liber privilegiorum comunis Mantue, a cura di Roberto Navarrini, Mantova 1988.
- Siena - Il Caleffo vecchio del comune di Siena, a cura di Giovanni Cecchini, Siena 1931.
- Tricarico - Il Liber iurium della città di Tricarico, 2 voll., a cura di Carmela Biscaglia, Galatina (Lecce), 2003.
- Viterbo - Margheritella. Il più antico liber iurium del comune di Viterbo, a cura di Cristina Carbonetti Venditelli, Roma 1997.